# Natació al Campionat del Món de natació de 2015 – 4 × 200 m lliures femení

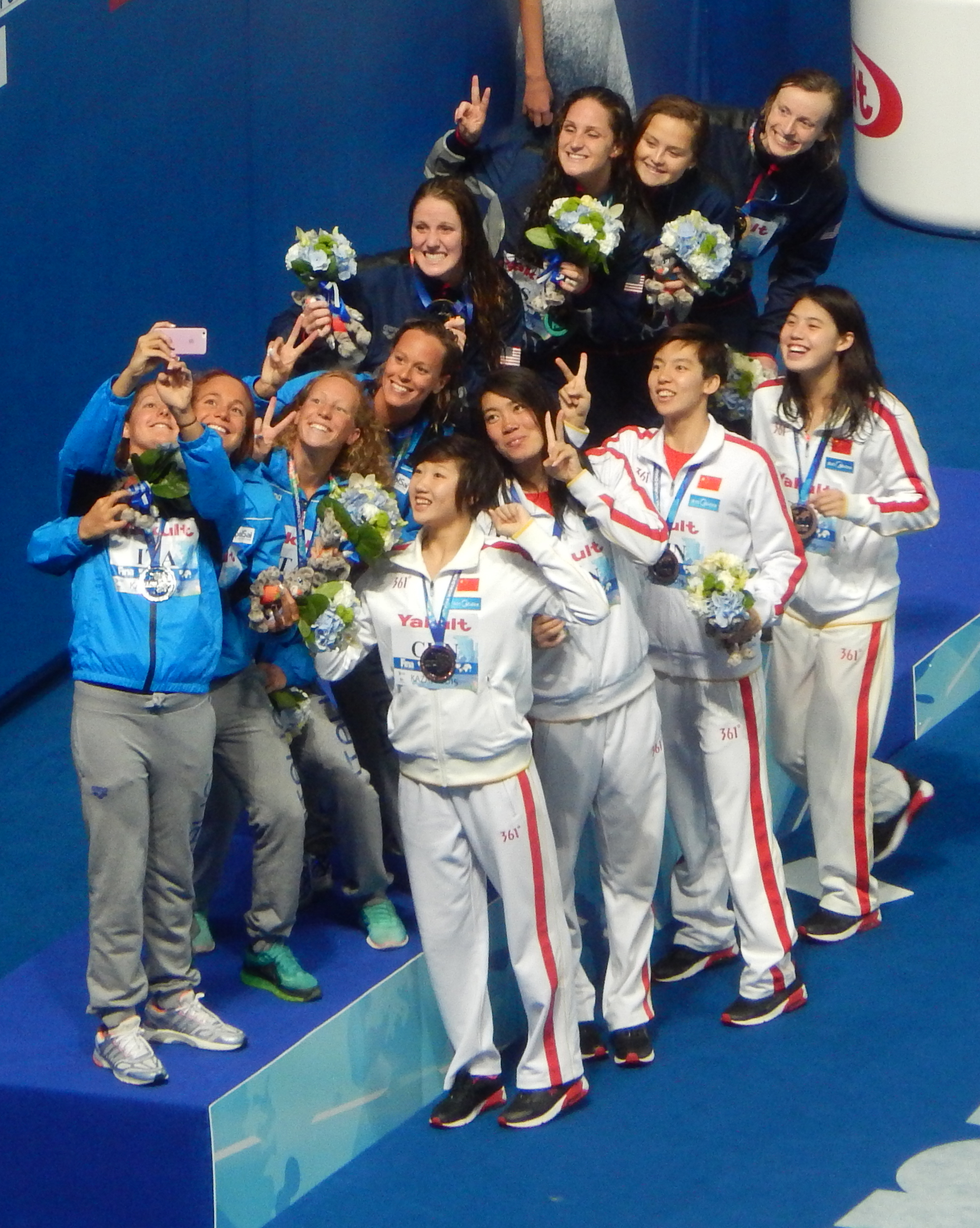
Cerimònia de la victòria del relleu 4×200 metres lliure femení als Campions del Món 2015 a Kazan

La prova de 4 × 200 m lliures femení es va celebrar el dia 6 d'agost al Kazan Arena Stadium a Kazan.

## Rècords
Els rècords abans de començar la prova:
| Rècord del món       | R.P. de la Xina · Yang Yu (1:55,47) · Zhu Qianwei (1:55,79) · Liu Jing (1:56,09) · Pang Jiaying (1:54,73) | 7:42,08 | Roma, Itàlia | 30 de juliol de 2009 |
| Rècord del campionat | R.P. de la Xina · Yang Yu (1:55,47) · Zhu Qianwei (1:55,79) · Liu Jing (1:56,09) · Pang Jiaying (1:54,73) | 7:42,08 | Roma, Itàlia | 30 de juliol de 2009 |

## Resultats
Les sèries es van disputar a les 10:57.

   *   Finalistes
| Posició | Sèrie | Carril | País            | Nedadors | Temps     | Notes |
| ------- | ----- | ------ | --------------- | --- | --------- | ----- |
| 1       | 2     | 3      | Itàlia          | Alice Mizzau (1:58,78) Erica Musso (1:58,05) Chiara Masini Luccetti (1:59,08) Federica Pellegrini (1:56,60)              | 7:52,51   | Q     |
| 2       | 1     | 5      | Estats Units    | Leah Smith (1:57,52) Cierra Runge (1:58,65) Chelsea Chenault (1:58,04) Shannon Vreeland (1:58,40)                        | 7:52,61   | Q     |
| 3       | 2     | 5      | Austràlia       | Bronte Barratt (1:57,67) Jessica Ashwood (1:58,98) Leah Neale (1:57,69) Emma McKeon (1:58,32)                            | 7:52,66   | Q     |
| 4       | 2     | 8      | Suècia          | Louise Hansson (1:58,45) Michelle Coleman (1:58,18) Stina Gardell (2:01,25) Sarah Sjöström (1:55,69)                     | 7:53,57   | Q     |
| 5       | 2     | 2      | R.P. de la Xina | Qiu Yuhan (1:56,93) Shao Yiwen (1:59,44) Zhang Yuhan (1:59,67) Guo Junjun (1:58,27)                                      | 7:54,31   | Q     |
| 6       | 2     | 4      | Japó            | Chihiro Igarashi (1:58,52) Rikako Ikee (1:58,86) Sachi Mochida (1:58,36) Tomomi Aoki (1:58,84)                           | 7:54,58   | Q     |
| 7       | 2     | 9      | Regne Unit      | Siobhan-Marie O'Connor (1:58,58) Rebecca Turner (1:58,47) Ellie Faulkner (1:59,21) Hannah Miley (1:58,73)                | 7:54,99   | Q     |
| 8       | 2     | 7      | França          | Charlotte Bonnet (1:57,33) Coralie Balmy (1:57,36) Margaux Fabre (1:59,93) Ophélie-Cyrielle Étienne (2:00,46)            | 7:55,08   | Q     |
| 9       | 1     | 6      | Rússia          | Viktoriya Andreyeva (1:58,84) Veronika Popova (1:57,75) Arina Openysheva (1:59,11) Daria Mullakaeva (1:59,49)            | 7:55,19   |       |
| 10      | 1     | 0      | Brasil          | Manuella Lyrio (1:58,72) Jéssica Cavalheiro (1:59,64) Joanna Maranhão (1:59,57) Larissa Oliveira (1:59,22)               | 7:57,15   |       |
| 11      | 1     | 1      | Canadà          | Katerine Savard (1:59,63) Alyson Ackman (1:59,43) Emily Overholt (1:58,62) Kennedy Goss (1:59,63)                        | 7:57,31   |       |
| 12      | 1     | 4      | Alemanya        | Alexandra Wenk (2:01,21) Annika Bruhn (1:59,67) Marlene Huther (2:00,99) Johanna Friedrich (1:59,61)                     | 8:01,48   |       |
| 13      | 1     | 7      | Àustria         | Lisa Zaiser (2:00,69) Claudia Hufnagl (2:00,82) Jördis Steinegger (2:00,58) Lena Kreundl (2:03,14)                       | 8:05,23   |       |
| 14      | 2     | 6      | Hong Kong       | Camille Cheng (2:00,79) Stephanie Au (2:03,30) Sze Hang Yu (2:01,65) Siobhan Haughey (2:00,77)                           | 8:06,51   |       |
| 15      | 2     | 0      | Suïssa          | Danielle Villars (2:02,69) Noemi Girardet (2:00,77) Martina van Berkel (2:03,26) Maria Ugolkova (2:01,87)                | 8:08,59   |       |
| 16      | 1     | 3      | Colòmbia        | Jessica Camposano (2:04,24) Isabella Arcila (2:06,47) Carolina Colorado Henao (2:04,56) Maria Alvarez Pugliese (2:03,77) | 8:19,04   |       |
| 17      | 1     | 2      | Turquia         | Gizem Bozkurt (2:03,04) Ekaterina Avramova (2:07,25) Halime Zülal Zeren (2:07,55) Merve Eroglu (2:06,55)                 | 8,24,39   |       |
| 18      | 2     | 1      | Singapur        | Quah Ting Wen (2:03,17) Amanda Lim (2:06,73) Marina Chan (2:09,02) Rachel Tseng (2:05,68)                                | 8:24,60   |       |
| 19      | 1     | 8      | Hongria         | | 9:99,99 ! | DNS   |

### Final
La final es va disputar a les 19:16.
| Posició | Carril | País            | Nedadores                                                                                                   | Temps   | Notes |
| ------- | ------ | --------------- | --- | ------- | ----- |
| 1       | 5      | Estats Units    | Missy Franklin (1:55,95) Leah Smith (1:56,86) Katie McLaughlin (1:56,92) Katie Ledecky (1:55,64)            | 7:45,37 |       |
| 2       | 4      | Itàlia          | Alice Mizzau (1:57,50) Erica Musso (1:58,66) Chiara Masini Luccetti (1:57,52) Federica Pellegrini (1:54,73) | 7:48,41 |       |
| 3       | 2      | R.P. de la Xina | Qiu Yuhan (1:56,88) Guo Junjun (1:57,55) Zhang Yufei (1:58,73) Shen Duo (1:55,94)                           | 7:49,10 |       |
| 4       | 6      | Suècia          | Sarah Sjöström (1:54,31) Louise Hansson (1:57,72) Michelle Coleman (1:57,36) Ida Marko-Varga (2:00,85)      | 7:50,24 |       |
| 5       | 1      | Regne Unit      | Siobhan-Marie O'Connor (1:57,78) Jazmin Carlin (1:56,35) Rebecca Turner (1:58,28) Hannah Miley (1:58,19)    | 7:50,60 |       |
| 6       | 3      | Austràlia       | Bronte Barratt (1:58,14) Jessica Ashwood (1:58,32) Leah Neale (1:58,29) Emma McKeon (1:56,27)               | 7:51,02 |       |
| 7       | 7      | Japó            | Chihiro Igarashi (1:58,20) Rikako Ikee (1:57,70) Sachi Mochida (1:59,16) Tomomi Aoki (1:59,56)              | 7:54,62 |       |
| 8       | 8      | França          | Charlotte Bonnet (1:58,15) Coralie Balmy (1:57,59) Cloé Hache (1:59,76) Margaux Fabre (2:00,48)             | 7,55,98 |       |